# マンハッタン・キス (映画)
『マンハッタン・キス』は、松竹から1992年6月13日に公開された日本の映画。上映時間は110分。主演はいしだあゆみ。

## あらすじ
- ニューヨークに住む姉の春子を訪ねて、仲の良い妹の夏子がやってきた。だが、夏子の真の目的は、何も告げずにニューヨークへ転勤した恋人の大川真実と会うためであった。
- 早速、夏子は大川と再会、姉に紹介するが、実は大川はかつての春子の恋人であった。また、夏子に恋心を抱く田中まで春子を訪ねてきてしまう。

## キャッチコピー
- 「恋に懲りない人々に捧ぐ。」

## 主要キャスト
- 野沢春子：いしだあゆみ
- 田中憲夫：吉田栄作
- 大川真実：柄本明
- 原田夏子：室井滋
- ドナルド：ジョージ・ペック

## スタッフ
- 総指揮：大橋渡
- 製作：佐藤光夫
- エグゼクティブプロデューサー：原田太郎
- プロデューサー：小滝祥平、室岡信明
- アソシエイトプロデューサー：前島良行、小林誠一郎
- 脚本・監督：秋元康
- 撮影：加藤雄大
- 照明：大久保武志
- 美術：小川富美夫
- 録音：八木隆幸
- 整音：北村峰晴
- 編集：冨田功
- 効果：伊藤進一
- 記録：檜垣久恵
- 装飾：秋田谷宣博
- 助監督：田胡直道
- 製作担当：今里巌睦
- 音楽：城之内ミサ
- 音楽プロデューサー：小杉理宇造
- 主題歌：「マンハッタン・キス」竹内まりや
- 配給：松竹株式会社